# Papyrus 11
- Papyrus
- Onciale
- Minuscules
- Lectionnaire

Le Papyrus 11 ({\displaystyle {\mathfrak {P}}}11) est une copie du Nouveau Testament en grec, réalisée sur un rouleau de papyrus au VIIe siècle.
Le texte s'agit de la première épître aux Corinthiens (1,17-22; 2,:9-12.14; 3,1-3,5-6; 4,3; 5,5-5.7-8; 6,5-9.11-18; 7,3-6.10-11.12-14).
Le texte est de type alexandrin ; Kurt Aland le classe en Catégorie II.
Le manuscrit a été examiné par A. H. Salonius.
{\displaystyle {\mathfrak {P}}}11 a été découvert en Oxyrhynque. Il est actuellement conservé à la Bibliothèque nationale russe (Gr. 258A) à Saint-Pétersbourg,.